# Urgelet

Urgellet formado por 16 municipios del Alto Urgel.

El Urgellet (en catalán, l'Urgellet) es un territorio histórico de Cataluña y una subcomarca natural de la comarca del Alto Urgel (l'Alt Urgell), en los Pirineos, que además del Urgellet también comprende el Baridà y el sector meridional. Así, el territorio del Urgellet corresponde a la comarca catalana del Alto Urgel con excepción de la parte más al este (el Baridá) y el sector meridional.
La historia del Urgellet está muy relacionada con la Sedes Urgelli (Seo de Urgel), el Obispado de Urgel y el Condado de Urgel y en el caso del Condado de Urgel, Urgellet es el territorio de origen del Condado, cuya capital fue la Seo de Urgel, y que luego se amplió al sur hasta llegar a las comarcas de Urgel y la Plana de Urgel, entre otras. Por esta razón algunos pueblos y dos comarcas de la plana de Lérida contienen el nombre de Urgell que tiene su origen en el territorio de los Pirineos: Urgellet.
Hay dos teorías sobre el origen del nombre de Urgellet. La primera dice que es un topónimo derivado de Ur, de origen vasco y que significa agua. También podría ser un derivado de la palabra de origen vasco Utx con el sufijo diminutivo -ell: Utx-ell a Urgell.

## Los municipios del Urgellet
- Alás Serch
- Anserall
- Arseguell
- Cabó
- Cava (El pueblo de Querforadat del municipio de Cava forma parte del Baridá)
- Coll de Nargó
- Estamariu
- Fígols y Aliñá
- Josá Tuixent
- Montferrer i Castellbò
- Orgaña
- Ribera de Urgellet
- Seo de Urgel
- Valls d'Aguilar
- Valles del Valira
- Vansa Fornols, La

### El resto de municipios del Alto Urgel
- Basella

El Baridà (azul) respecto a las comarcas del Alto Urgel (en tonos amarillos: separación entre Urgellet y el sector meridional) y la Baja Cerdaña (color verde).

- Cava (El pueblo de Querforadat del municipio de Cava forma parte del Baridà)
- Oliana
- Peramola
- El Pont de Bar (Baridà)

- Datos: Q3813594